# Laguna Ixpatz
Laguna Ixpatz är en sjö i Guatemala.   Den ligger i departementet Departamento de Retalhuleu, i den sydvästra delen av landet, 140 km väster om huvudstaden Guatemala City. Laguna Ixpatz ligger 61 meter över havet. Omgivningarna runt Laguna Ixpatz är en mosaik av jordbruksmark och naturlig växtlighet.